# Argyroeides boliviana
Argyroeides boliviana är en fjärilsart som beskrevs av Druce 1883. Argyroeides boliviana ingår i släktet Argyroeides och familjen björnspinnare. Inga underarter finns listade i Catalogue of Life.